# Legousia julianii
Legousia julianii är en klockväxtart som först beskrevs av Jules Aimé Battandier, och fick sitt nu gällande namn av John Isaac Briquet. Legousia julianii ingår i släktet venusspeglar, och familjen klockväxter.
Artens utbredningsområde är Algeriet. Inga underarter finns listade i Catalogue of Life.